# Пузырёвский сельсовет
Пузырёвский сельсовет — упразднённая административная единица на территории Мядельского района Минской области Республики Беларусь.

## Состав
Пузырёвский сельсовет включал 12 населённых пунктов:
- Василевщина — деревня
- Воробьи — деревня
- Грибки — деревня
- Дубоносы — деревня
- Залесье — деревня
- Зауголье — деревня
- Капустичи — деревня
- Куликово — деревня
- Мостовики — деревня
- Новоселки — деревня
- Поповка — деревня
- Пузыри — деревня